# Horses in the Sky
Horses in the Sky ist das vierte Studioalbum der kanadischen Post-Rock-Band Thee Silver Mt. Zion Memorial Orchestra and Tra-la-la-band. Dies ist das erste „Silver-Mt.-Zion“-Album, bei dem in jedem Song des Albums gesungen wird. Ebenso singt jedes Bandmitglied mit. 

## Übersicht
Auf der Website des Plattenlabels der Band, Constellation Records, beschrieb die Band das Album als 6 „starke 'Walzer' für Weltkriege 4 bis 6“. Außerdem merkten sie an, dass das „erste Lied über Krieg und Drogenabhängigkeit, das vierte Lied über Kanada handelt und der Rest sind Liebeslieder“.
Das Album erschien am 7. März 2005 auf Schallplatte in Europa und zwei Wochen später am 21. März erschien es in Nordamerika. Auf CD erschien es in Europa am 21. März 2005 und in Nordamerika am 4. März 2005. Auf Seite 4 der Doppel-LP-Ausgabe ist eine Zeichnung der Künstlerin Nadia Moss auf die LP graviert. Weitere Zeichnungen und Collagen stammen von Luc Paradis oder der Band selbst.
In den Texten und Songtiteln des Albums werden Nina Simone und Theodore Roosevelt erwähnt.

## Titelliste
1. God Bless Our Dead Marines – 11:44
2. Mountains Made of Steam – 9:28
3. Horses in the Sky – 6:39
4. Teddy Roosevelt's Guns – 9:45
5. Hang On to Each Other – 6:38
6. Ring Them Bells (Freedom Has Come and Gone) – 13:58